# Silulumesz
Silulumesz – władca gutejski, następca Szulme, który według Sumeryjskiej listy królów miał rządzić Sumerem przez 6 lat.